# Metalingvistisk medvetenhet
Metalingvistisk medvetenhet eller språklig medvetenhet betecknar förmågan att kunna resonera kring och leka med språket. Det man främst brukar syfta på med språklig medvetenhet är fonologisk medvetenhet, medvetenhet om språkljudens natur, som till exempel yttrar sig i lek med rim och som påverkar förmågan att lära sig läsa och skriva. Man tror att bristande fonologisk medvetenhet är den främsta orsaken till dyslexi (läs- och skrivsvårigheter).
Metalingvistisk medvetenhet börjar uppträda redan vid cirka 18 månaders ålder och är en förutsättning för barnets tal- och språkutveckling. I 5-6-årsåldern är den språkliga medvetenheten normalt sett fullt utvecklad.